# Lubawka
Lubawka é um município da Polônia, na voivodia da Baixa Silésia e no condado de Kamienna Góra. Estende-se por uma área de 22,44 km², com 6 150 habitantes, segundo os censos de 2016, com uma densidade de 274 hab/km².